# 立陶宛重新命名的城市列表
立陶宛位於東北歐的海陸通衢，歷史上曾被波蘭-立陶宛、俄羅斯帝國、德意志帝國、波蘭第二共和國、納粹德國、蘇聯佔領或統治，所以其城市的名稱也有各民族語言留下的烙印。
- 喬治堡（Georgenburg）→尤爾巴爾卡斯（Jurbarkas）
- 梅梅爾（Memel）→克萊佩達（Klaipėda，1923）
- 帕舍蘇皮斯（Pašešupys）→斯特拉波爾（Starapolė，1736）→馬里揚泊列（Marijampolė，1758）→卡普蘇卡斯（Kapsukas，1956）→馬里揚泊列（Marijampolė，1989）
- 海德克魯格（Hydekrug）→ 希洛查什（Šilokarčema）→ 希盧泰（Šilutė，1923）
- Vilkmergė→烏克梅爾蓋（Ukmergė，1920年代）
- Medininkai→瓦爾尼艾（Varniai，16世紀）
- Sniečkus→維薩吉納斯（Visaginas，1992）
- 杜列拜恰伊（Duoliebaičiai）→瓦迪斯瓦夫（Władysławów / Vladislavov，1639）→瑙米斯蒂斯（Naumiestis）→庫迪爾科斯-瑙梅斯蒂斯（Kudirkos Naumiestis，1934）
- 扎拉賽（Zarasai）→新亞歷山德羅夫斯克（Novoalexandrovsk ，1836）→拉科賽（Lakesai，1919）→扎拉賽（Zarasai，1929）
- 馬茲基萊（Mazeikiai）→穆拉維約夫（Muravyov，1899）→馬熱伊基艾（Mazeikiai，1918）

## 另見
- 愛沙尼亞重新命名的城市列表
- 拉脫維亞重新命名的城市列表